# Phœnix Building
Le Phœnix Building est un immeuble de bureaux de style postmoderne situé dans le quartier Nord de Bruxelles, en Belgique.

## Localisation
Le Phœnix Building se dresse au no 19 du Boulevard du Roi Albert II à Saint-Josse-ten-Noode dans le quartier Nord, à côté des Tours Proximus et de l'immeuble Boréal, près de la gare de Bruxelles-Nord.

## Historique
Le Phœnix Building est construit en 1998 en style postmoderne par l'architecte Michel Jaspers (bureaux Jaspers-Eyers architects).
En 2002, les fonctionnaires des autorités flamandes s'installent dans le Phœnix Building, après s'être installés en 1990 dans le Noord Building (Boudewijngebouw) situé plus au sud : 2 000 fonctionnaires flamands travaillent alors dans ces deux bâtiments.
Mais le bail du Noord Building (Boudewijngebouw) et du Phœnix Building avec le Gouvernement flamand expire en 2017 : celui-ci décide alors de construire un nouveau bâtiment sur le site de Tour et Taxis pour y regrouper ses fonctionnaires dispersés dans de nombreux bâtiments à Bruxelles,.
Le 28 août 2017, 2 600 fonctionnaires flamands quittent six grands bâtiments, dont le Noord Building (Boudewijngebouw) et le Phoenix, pour s'installer dans le nouveau bâtiment Herman Teirlinck construit sur le site de Tour et Taxis,.
En avril 2019, la compagnie Baloise Assurances décide de rénover entièrement l'immeuble afin d'en faire un bâtiment presque neutre en énergie, avec l'utilisation de nombreux matériaux naturels et de toits terrasses végétalisés. Dans le cadre de ce projet, mené par le bureau d'architectes abv+ architects, le bâtiment est démantelé dans son ensemble avant d’être reconstruit avec la même typologie extérieure,.
En juin 2020, la « Fédération belge du secteur financier » Febelfin emménage dans le bâtiment.

## Architecture
Le Phœnix Building est un immeuble de bureaux de style postmoderne dont les façades de type mur-rideau en verre bleu sont rehaussées à chaque étage par une triple bande horizontale en aluminium.
À l'avant, la haute façade du bâtiment s'élance depuis un double niveau de rez-de-chaussée orné de colonnes en aluminium tandis, qu'à l'arrière, le bâtiment s'incline progressivement en trois "marches" de quatre étages chacune.
L'immeuble présente une surface totale de 25 730 m2, dont 18 206 m2 de bureaux et 7 524 m2 de niveaux sous-terrainx offrant 190 places de parking.

## Accès
Ce site est desservi par la station de prémétro Gare du Nord.